# Харманлъ (вилает Чанаккале)
Харманлъ (на турски: Harmanlı) е село в околия Бига, вилает Чанаккале, Турция. Разположено на 170 – 190 метра надморска височина. Населението му през 2020 г. е 302 души, основно българи – мюсюлмани (помаци), преселили се през 1878 г. (от Родопските села – Дервишово, Тъмръш и Орехово) и български турци от Шуменско и Айтоско. В селото има две махали–помашка и мухаджирска. Жителите говорят на турски. Според други сведения, селото е чисто помашко.